# Казачка (приток Сосновки)
Казачка (Елианка) — река в России, протекает в Петровском районе Саратовской области. Устье реки находится в 7,9 км по правому берегу реки Сосновка. Длина реки составляет 13 км, площадь водосборного бассейна 118 км². Около деревни Седовка в Казачку впадает правый приток Елшанка.

## Данные водного реестра
По данным государственного водного реестра России относится к Донскому бассейновому округу, водохозяйственный участок реки — Медведица от истока до впадения реки Терса, речной подбассейн реки — Дон между впадением Хопра и Северского Донца. Речной бассейн реки — Дон (российская часть бассейна).
Код объекта в государственном водном реестре — 05010300112107000007972.